# Melanophthalma horaki
Melanophthalma horaki là một loài bọ cánh cứng trong họ Latridiidae. Loài này được Mika miêu tả khoa học năm 2000.